# Nathan East
Nathan Harrell East, ameriški bas kitarist, vokalist, studijski glasbenik, in skladatelj, * 8. december 1955, Philadelphia, Pensilvanija, Združene države Amerike. 
Nathan East je jazz, R&B in rock bas kitarist in vokalist. East je eden izmed največkrat posnetih basistov, saj je sodeloval na več kot 2000 snemanjih. East je ustanovni član jazz kvarteta »Fourplay«, kot glasbenik in skladatelj pa je sodeloval z znanimi izvajalci kot so: Eric Clapton, Michael Jackson, Joe Satriani, George Harrison, Phil Collins, Stevie Wonder, Toto, Daft Punk in Herbie Hancock.

## Zgodnja leta
East se je rodil očetu Thomasu in materi Gwendolyn kot eden izmed osmih otrok. Odraščal je v San Diegu, kamor se je njegova družina preselila, ko je bil Nathan star 4 leta. Na začetku se je začel učiti čelo, pri 14. letih pa se je začel navduševati nad bas kitaro, igral pa je v cerkvi pri ljudskih mašah skupaj z bratoma Raymondom in Davidom. Obiskoval je glasbeni program na srednji šoli Crawford, igral pa je tudi pri lokalni glasbeni skupini »Power«. Njegovi idoli na kontrabasu so bili Charles Mingus, Ray Brown in Ron Carter, na bas kitari pa James Jamerson, Paul McCartney in Chuck Rainey. Glasbo je študiral na Univerziteti v San Diegu.

## Kariera
East je snemal, igral in sodeloval s slavnimi izvajalci kot so: Barry White, Anita Baker, The Love Unlimited Orchestra, Babyface, B.B. King, Eric Clapton, George Harrison, Elton John, Laura Pausini, Michael Jackson, Stevie Wonder, Bryan Ferry, Savage Garden, Sting, Quincy Jones, Al Jarreau, Kenny Logins, The Manhattan Transfer, Herbie Hancock in Daft Punk. Leta 2013 je posnel bas linijo pri skladbi "Get Lucky", skupine Daft Punk, ki je osvojila Grammyja za posnetek leta in najboljšo pop izvedbo (duet/skupina). Prodanih je bilo okoli 7.5 milijona izvodov te skladbe. East je prav tako napisal glasbo pri skladbi "Easy Lover", ki sta jo izvedla Phil Collins in Phil Bailey. Skladba je dosegla prvo mesto na lestvicah v številnih državah (VB, Kanada, Nizozemska, Japonska in Irska), bila pa je tudi nominirana za Grammyja za najboljšo pop izvedbo v duetu ali vokalni skupini leta 1986.
Igral je tudi na albumu Unplugged Erica Claptona, ki je prav tako prejel Grammyja. East, ki je član Claptonove spremljevalne skupine od začetka 80. let, je s Claptonom igral tudi pri skladbi "Change The World", ki je prejela Grammyja za skladbo leta 1997. Nathan East se pojavlja tudi na DVD-jih in videospotih, vključno s skladbo »Babyface« na albumu Unplugged, Live & Loose in Paris (Phil Collins, 1998), Eric Clapton's 24 Nights (1991), One More Car, One More Rider (2001), Crossroads Guitar Festival (2004), Live in Cape Town (Fourplay, 2006), Vivere Live in Tuscany (Andrea Bocelli, 2007) in David Foster & Friends (2008).
East je bil povabljen tudi na Obamino proslavo ob inavguraciji v Lincoln Memorialu, v Washingtonu leta 2009, kjer so nastopali izvajalci z različnimi zvrsti glasbe.
East je tudi eden izmed ustanovnih članov jazz zasedbe Fourplay, skupaj z Bobom Jamesom (klaviature), Leejem Ritenourjem (kitara) in Harveyjem Masonom (bobni). Njihovi albumi, ki so bili nominirani za Grammyja so dosegli vrh Billboardove jazz lestvice.
V začetku leta 2010 je bil East povabljen v skupino Toto, kjer je nadomestil zaradi bolezni odsotnega basista Mika Porcara. S skupino je nastopal do leta 2013. East se je ponovno pridružil spremljevalni skupini Erica Claptona na koncertih na Japonskem, na Tajskem, in v Dubaju, februarja in marca 2014, s skupino pa je igral tudi na koncertih Erica Claptona v Madison Square Gardnu, v New Yorku in v Royal Albert Hallu, v Londonu, maja 2015.
Junija 2012 je ustanovil lastno spletno šolo bas kitare kot del projekta ArtistWorks Bass Campus.
East je 25. marca 2014 izdal prvi solo album pri založbi Yamaha Enterteinment Group. Kot gostje so na albumu sodelovali tudi Michael McDonald, Sara Bareilles, Stevie Wonder, Eric Clapton, Kazumasa Oda, Bob James, Chuck Loeb, Ray Parker, Jr., David Paich in Eastov 13-letni sin Noah.

## Instrumenti
East je že od leta 1981 predstavnik Yamahe, leta 1994 pa je razvil lastno 5-strunsko bas kitaro »BBNE«. Eastovo 2. in trenutno njegovo bas kitaro »BBNE2« so začeli serijsko proizvajati leta 2001 čeprav, je East že leto prej igral na prototip te bas kitare.
Kitara BBNE2 je bila ustvarjena pod vplivom nekdanje Eastove 5-strunske bas kitare Yamaha LB-1 Motion, ki jo je uporabljal konec 80. let 20. stoletja.
East uporablja tudi Yamahin kontrabas SLB200.

## Solo album
Eastov debitantski album je izšel 25. marca 2014. Pri snemanju so se Eastu pridružili številni znani izvajalci, pri katerih je tudi sam igral: Stevie Wonder, Michael McDonald, Eric Clapton, Ray Parker, Jr. in Greg Phillinganes. Album je dosegel vrh Billboardovih jazz lestvic, z albuma pa sta izšla tudi dva singla, "Daft Funk" in "101 Eastbound".

## Nagrade
East je prejel številne glasbene nagrade, med drugim nagrado Ivorja Novelle za soavtorstvo pri skladbi "Easy Lover", ki sta jo zapela Phil Collins in Phil Bailey, nagrado za najkoristnejšega igralca v kategoriji bas kitaristov, na podelitvi nagrad U.S. National Smooth Jazz Awards je bil trikrat izbran za basista leta, leta 2007 ga je kongres ZDA odlikoval z nagrado »Congressional Record« za prispevek k svetovni glasbeni skupnosti.

## Filmska glasba
Kot studijski glasbenik je East sodeloval na številnih snemanjih filmske glasbe, med drugimi za filme Hairspray, Crossroads, Tarzan, Waiting to Exhale, The Last Temptation of Christ, The Preacher's Wife, Phenomenon, One Fine Day, Lethal Weapon 2, Lethal Weapon 3, Rush, Escape From L.A., Something to Talk About, Brewster's Millions, Thelma & Louise in Footlose

## Sodelovanja v živo
| Leto | Izvajalec                                                 | Koncert       | Član/Gost                  |
| ---- | --------------------------------------------------------- | ------------- | -------------------------- |
| 1971 | Barry White                                               |               | Član spremljevalne skupine |
| 1971 | The Love Unlimited Orchestra                              |               | Član spremljevalne skupine |
| 1979 | Patrice Rushen                                            |               | Član spremljevalne skupine |
| 1980 | Lee Ritenour                                              |               | Član spremljevalne skupine |
| 1981 | Hubert Laws                                               |               | Član spremljevalne skupine |
| 1982 | Joe Sample                                                |               | Član spremljevalne skupine |
| 1984 | Al Jarreau                                                |               | Član spremljevalne skupine |
| 1985 | Kenny Loggins                                             | Live Aid      | Član spremljevalne skupine |
| 1986 | Eric Clapton                                              |               | Član spremljevalne skupine |
| 1991 | Fourplay                                                  |               | Član skupine               |
| 1994 | Phil Collins                                              |               | Član spremljevalne skupine |
| 2000 | Babyface                                                  | Unplugged     | Član spremljevalne skupine |
| 2006 | Herbie Hancock                                            |               | Član spremljevalne skupine |
| 2014 | Daft Punk, Stevie Wonder, Nile Rodgers, Pharrell Williams | Grammy Awards | Izvajalec                  |
| 2014 | Nathan East                                               |               |                            |
| 2015 | Eric Clapton                                              |               | Član spremljevalne skupine |